# Џенесио (Илиноис)
Џенесио (енгл. Geneseo) град је у америчкој савезној држави Илиноис. По попису становништва из 2010. у њему је живело 6.586 становника.

## Демографија
Према попису становништва из 2010. у граду је живело 6.586 становника, што је 106 (1,6%) становника више него 2000. године.
| Група             | 2000.         | 2010.         |
| Белци             | 6.348 (98,0%) | 6.340 (96,3%) |
| Афроамериканци    | 12 (0,2%)     | 17 (0,3%)     |
| Азијати           | 23 (0,4%)     | 26 (0,4%)     |
| Хиспаноамериканци | 61 (0,9%)     | 138 (2,1%)    |
| Укупно            | 6.480         | 6.586         |